# Cora (Washington)
Cora az Amerikai Egyesült Államok északnyugati részén, Washington állam Lewis megyéjében elhelyezkedő önkormányzat nélküli település.
Cora postahivatala 1890 és 1908 között működött. Az 1886-ban alapított település névadója Cora Davis telepes.

## Fordítás
- Ez a szócikk részben vagy egészben  a   Cora, Washington című angol Wikipédia-szócikk ezen változatának fordításán alapul.  Az eredeti cikk szerkesztőit annak laptörténete sorolja fel. Ez a jelzés csupán a megfogalmazás eredetét és a szerzői jogokat jelzi, nem szolgál a cikkben szereplő információk forrásmegjelöléseként.